# 모공픽서
모공픽서(영어: Pore Fixer)는 모공을 관리하는 화장품의 하나로서 화장을 고정시키는 역할을 하는 메이크업픽서와는 달리 모공을 고정(Fixing)하는 기능을 한다.

## 특징
주로 스킨케어 루틴에서 사용되는 기초화장품이다. 일반적으로는 점성이 있는 액체와 같은 제형이지만, 제품에 따라 미스트 같은 제형으로 나오기도 한다.
해외에서 먼저 사용하기 시작했고, 국내에 들어와서는 피부과나 피부관리샵에서 주로 사용했던 제품이다. 피부과 혹은 피부관리샵에서 모공 및 탄력 관리를 진행할 때 바르는 제품 중 하나이다. 과거 일반 소매로는 유통이 되지 않았지만 현재는 시중에서 구매할 수 있게 되었다.
기초화장품으로 사용하는 것이 보편적이지만 모공 근육을 강화하여 피지 조절 및 모공 크기 조절의 역할도 수행하기에 메이크업 시 이용하기도 한다. 메이크업 시 함께 사용해주면 피지와 유분을 조절할 수 있고, 장시간 유지되는 메이크업을 경험할 수 있는 것이 특징이다.
피부의 겉 표면이 아니라 모공 내부로 흡수되어 수축 작용을 하게 되는데, 내부부터 작용하여 표면 모공과 모공내부까지 수축에 도움을 주는 원리이다. 모공은 물리적인 자극으로 인해 확장된 모공과 탄력의 저하로 인해 늘어진 모공 모두 케어할 수 있는데, 깊이 침투해야 작용을 할 수 있기에 앰플의 형태가 가장 적합하다고 할 수 있다.

## 사용법

### 스킨케어
모공픽서를 올바르게 사용하려면 제품을 얼굴에 적당량 흡수시키는 것이 중요하다. 바르는 순서는 제품마다 상이할 수 있으나, 앰플의 형태라면 스킨 또는 토너 다음 순서로 바르는 것이 좋다. 전 단계에서 스킨 또는 토너를 흡수시킨 뒤 모공픽서를 얼굴에 도포한 후 피지선이 분포한 코와 볼 부근을 중심으로 펴바르며 모두 흡수시킨다.
모공픽서를 흡수시키는 단계에서 뷰티디바이스를 함께 사용해주면 탄력 부분에서 시너지 효과를 낼 수 있으며, 마스크팩에 모공픽서를 2-3방울 섞거나 모공픽서로 앰플팩을 하면 즉각적인 수분공급과 탄력 부스터 효과를 경험할 수 있다.

### 메이크업
스킨케어 단계에서 모공픽서를 바르고 흡수시킨 뒤 베이스 메이크업 단계에 섞어서 사용할 수 있다. 쿠션 혹은 파운데이션과 직접 섞어 사용해도 되며, 브러쉬나 퍼프에 모공픽서를 먼저 흡수시킨 뒤 베이스 메이크업을 하게 되면 끼임이나 들뜸없이 매끈한 피부 표현이 가능하다. 모공픽서를 사용한 후 메이크업 유지력은 기본 8시간이 평균이라고 한다.

## 성분
모공픽서는 기본적으로 피부의 탄력과 보습을 위한 성분과 pH농도 및 각질을 조절하기 위한 시트릭애시드, 살리실산과 같은 성분이 포함되어 있다. 아래 성분은 모공픽서의 대표적인 성분이라고 할 수 있다.
- 안티세범P : Anti+Sebum+Pore의 합성어로, 달맞이꽃 추출물, 갈근(칡) 추출물, 솔잎(대왕송잎) 추출물, 유근피(느릅나무뿌리) 추출물 이렇게 총 4가지 추출물을 복합한 성분이다. 손상된 피부 재생 및 모공 속 활성 산소 제거하는 역할을 한다. 유효하게 작용하기 위해서는 1% 정도의 양이 함유되어야 한다.
- 나이아신아마이드 : 수용성 비타민(B3)으로 피부 속 천연 물질들과 함께 시너지를 내는 성분이다. 피부결을 개선하고 외부 환경으로 인한 피부 자극을 케어하며 멜라닌 세포 생성 차단 및 색소침착 개선하는 역할을 한다.
- 레티놀 : 비타민A의 한 종류로 주름 개선, 미백, 피부결 정돈, 피부 손상 감소 등의 효과를 지닌 성분이다. 레티놀이 피부 세포와 만나면 레티노산(retinoic acid)이 만들어지는데, 레티노산은 콜라겐을 합성시키고 탄력섬유를 재생하는 역할을 한다. 또한 세포 분화를 조절해 여드름이나 건선 등의 피부질환 개선에도 유용하게 쓰이는 성분이다.
- 살리실산/시트릭애시드 : 화학적 각질제거 성분으로 피부 표현에 누적된 각질 간의 결합을 느슨하게 만들어 각질을 제거하는 역할을 한다. 각질의 결합을 연마해서 끊어내는 것이 아니라 고르고 부드럽게 끊어내기 때문에 피부결을 살리면서 자연스럽게 필요 없는 세포를 탈락시키는 효과를 낸다.

## 메이크업 픽서 차이점
메이크업 픽서는 메이크업을 위한 제품에 국한되어 있다는 것이 모공픽서와의 가장 큰 차이점이라고 할 수 있다. 모공픽서는 메이크업이 아니라 모공자체의 개선에 중점을 두었고, 모공 수축 및 피지선 조절로 인하여 메이크업 유지력에도 효과를 볼 수 있는 것이다.
화장이 빠르게 무너지는 더운 여름철의 경우 모공픽서와 메이크업픽서를 함께 사용한다면 극강의 유지력을 경험할 수 있다.
1. ↑  “[코스메틱 동향 분석] 픽서(Fixer) : 모공픽서 & 메이크업픽서”. 2024년 5월 28일. 2024년 6월 3일에 확인함.